# Carl Edward Norström
Carl Edward Norström, född 30 maj 1815 i Åkersberg vid Trollhättan, död 5 september 1871 i Norrköping, var en svensk ingenjör och järnvägsman. Han var far till Claes Gustaf Norström och svärfar till Emil Ankarcrona.

## Biografi
Norström började redan 1830 tjänstgöra som ingenjörselev vid Trollhätte kanal. Efter att ha utfört bland annat flera kanalarbeten i Värmland utnämndes han 1836 till löjtnant och 1846 till kapten vid Flottans mekaniska kår. Från 1848 till 1849 företog han vidsträckta resor i Europa och Amerika för att studera ingenjörsyrket i allmänhet och särskilt järnvägsbyggandet. Efter hemkomsten var han undersökningsförrättare och arbetschef för Sveriges första järnvägsbyggen, Frykstabanan och Kristinehamns Järnväg.
År 1851 förordnades Norström till ordförande i den då utsedda järnvägskommittén och utnämndes 1852 till major i Väg- och vattenbyggnadskåren samt chef i norra väg- och vattenbyggnadsdistriktet. 1855, då han och dåvarande majoren Carl Gottreich Beijer förordnades att som närmaste män under överste Nils Ericsons befäl leda arbetet vid statens järnvägsbyggen, började Norströms omfattande verksamhet som järnvägsbyggare. Dels som överingenjör 1858–1865, dels som distriktsingenjör 1865–1871, ledde han byggandet av betydande delar av västra, södra, nordvästra och östra stambanorna, tillsammans över 700 km. Han utnämndes 1863 till överstelöjtnant vid Väg- och vattenbyggnadskåren.